# Черусті (станція)
Черусті (рос. Черусти) — станція Казанського напрямку Московської залізниці в однойменному робочому селищі міського округу Шатура Московської області.
Входить до складу Московсько-Горківського центру організації роботи залізничних станцій ДЦС-8 Московської дирекції управління рухом.
За основним характером є проміжною, за обсягом роботи віднесена до 3 класу.
Остання станція на цьому напрямку у Московській області, остання станція та зупинний пункт Московської залізниці на цьому напрямку. Станція є передавальною на Горьківську залізницю, межа знаходиться на схід від станції на позначці 159,5 км.

## Історія
З відкриття лінії станція була великою, на ній змінювалися паровози біля всіх поїздів та діяло паровозне депо.
Майже все населення селища Черусті складалося із залізничників.
1960 року завершено електрифікацію дистанції Москва— Черусті
,
і всі поїзди тут стали змінювати електровоз на тепловоз.
Після електрифікації дистанції до Вековки в 1986 році всі пасажирські та майже всі вантажні поїзди перестали тут не тільки змінювати локомотив, а й взагалі зупинятися, це спричинило закриття депо, демонтаж більшої частини станційних колій та скорочення чисельності населення.

## Опис
Станція є найдальшою кінцевою для електропоїздів із Москви. За добу курсують приблизно 15 пар електропоїздів до/від Москви до/від Черусті, 2 пари по буднях Куровська— Черусті— Куровська, 5 пар електропоїздів від/до Вєковки. Повний час у дорозі від Казанського вокзалу з усіма зупинками близько 3 годин. Також на станції зупиняється денний поїзд 4847 Москва — Нижній Новгород.

### Платформи
Станція має 2 платформи: 1 острівна, висока, (здатна приймати 16-вагонні потяги), між 1-м і 2-м колями, приймає електропоїзди до Москви/з Москви, 1 берегова, низька, коротка (6 вагонів), розрахована на 3-у колію та електропоїзди Черусті — Вєковка.